# جاش لابان
جاش لابان (به انگلیسی: Josh Laban) (زادهٔ ۲۵ دسامبر ۱۹۸۲) شناگر اهل جزایر ویرجین ایالات متحده است.